# 로베치주

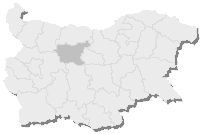
로베치 주의 위치

로베치주(불가리아어: Област Ловеч)는 불가리아 북서부에 위치한 주로, 주도는 로베치이며 면적은 4,128.8km2, 인구는 167,931명, 자동차 번호는 OB이다.
북쪽으로는 플레벤 주, 동쪽으로는 벨리코터르노보 주와 가브로보 주, 남동쪽으로는 스타라자고라 주, 남쪽으로는 플로브디프 주, 남서쪽과 서쪽으로는 소피아 주, 북서쪽으로는 브라차 주와 접하며 8개 시를 관할한다.

## 인구
| 연도                      | 인구    | ±%     |
| ------------------------- | ------- | ------ |
| 1946                      | 217,203 | —      |
| 1956                      | 214,213 | −1.4%  |
| 1965                      | 217,342 | +1.5%  |
| 1975                      | 216,844 | −0.2%  |
| 1985                      | 202,968 | −6.4%  |
| 1992                      | 190,262 | −6.3%  |
| 2001                      | 169,951 | −10.7% |
| 2011                      | 141,422 | −16.8% |
| 2021                      | 116,394 | −17.7% |
| 출처: pop-stat.mashke.org |         |        |

## 같이 보기
- 불가리아의 주